# Peutingerova mapa
Peutingerova mapa (latinsky: Tabula Peutingeriana) je druh vojenské pochodové mapy znázorňující síť silnic Římské říše a zastávky na nich. Mapa vznikla ve druhé polovině 13. století na základě kopie Agrippovy mapy ze 4. století. Zachycuje Evropu, části Asie (Persie a Indie) a severní Afriku. Pojmenovaná je po Konradu Peutingerovi, německém humanistovi a starožitníkovi, který mapu získal v roce 1507. Richard Čapek popisuje mapu následovně: „Tvoří ji jedenáct pergamenových listů (dvanáctý není zachován) formátu 56×32 cm, původně slepených do úzkého a dlouhého pásu (682×32 cm), který se pro snadnou manipulaci navíjel na váleček.“
Mapa je uložena v Rakouské národní knihovně ve Vídni.